# Primer Ministre de Curaçao
El Primer Ministre de Curaçao és el cap de govern de Curaçao, després de la dissolució de les Antilles Neerlandeses el 10 d'octubre de 2010. El Primer Ministre, juntament amb el seu Consell de Ministres i el Governador de Curaçao formen la branca executiva del govern de Curaçao. El primer Primer Ministre fou Gerrit Schotte del partit Moviment pel Futur de Curaçao.
| Fitxer       | Nom             | Període de govern                             | Partit polític                      |
| ------------ | --------------- | --------------------------------------------- | ----------------------------------- |
|              | Gerrit Schotte  | 10 d'octubre de 2010 29 de setembre de 2012   | Moviment pel Futur de Curaçao (MFK) |
|              | Stanley Betrian | 29 de setembre de 2012 31 de desembre de 2012 | Independent                         |
|              | Daniel Hodge    | 31 de desembre de 2012 7 de juny de 2013      | Independent                         |
| Ivar Asjes   | Ivar Asjes      | 7 de juny de 2013 31 d'agost de 2015          | Poble Sobirà (PS)                   |
| Ben Whiteman | Ben Whiteman    | 31 d'agost de 2015 actualitat                 | Poble Sobirà (PS)                   |